# Фладер
Фладер - Фладерът при дървото представлява естествените вариации в цвета и структурата на дървесния материал, които се получават поради различните условия на растеж и възраст на дървесните видове. Тези вариации могат да създадат уникални и красиви визуални ефекти върху повърхността на дървото, което го прави особено привлекателно в дървообработването при производството на мебели, подови настилки и декоративни елементи.
Касае конкретно структурата на дървесния ствол, отличаваща се с характерни и контрастни (или близки един до друг) цветове и нюанси. При дървесината текстурата (тъканта) се наблюдава като естествен рисунък (фладер) при надлъжен разрез, по който се разпознава видът на дървото от специалистите, докато структурата му се проявява при напречен разрез на стъблото на дървото с вида на неговите концентрични годишни кръгове.

Пример:

## Калифорнийска секвоя
Калифорнийските секвои са видове иглолистни дървета, отличаващи се с огромния си размер и с характерна дървесина с наситен червен цвят. Подобно на "посестримите" си - кедровите дървесини, имат много отличителен фладер и той е много подходящ за външни приложения поради своята устойчивост на атмосферни влияния. Секвоята често се използва при изграждането на подпорни стени, палуби и градински огради. Също така често се използва за направата на железопътни връзки и естакади. Секвоята е добър вариант за маси, големи проекти за шкафове и фурнири.
Допълнителни значения:
1. Дизайн и декорация: Фладерът може да бъде подчертан чрез различни техники на обработка, като шлифоване, байцване, боядисване или лакиране, за да се акцентира върху естествената красота на дървото. Тази техника често се използва в интериорния дизайн и мебелната индустрия, за да се придаде уникален и автентичен вид на продуктите.
2. Терминът "фладер" (фла̀дер - м.р., само ед.ч.) също може да се отнася до имитация на шарките на дървесина върху ламинирана, боядисана или принтирана повърхност. Понякога има значение за определяне и посоката на шарката (напречен/ надлъжен фладер). На английски това се нарича "wood (woodlike) texture" или "gnarl/knot effect (mainly on painted surface".

english l.: wood texture; gnarl/ knot effect on painted (printed) surface.

https://www.shutterstock.com/search/old-wood-texture-knot?image_type=vector